# 横山灵王庙
横山灵王庙，位于中国广东省茂名市茂港区羊角镇段村委会，为茂名市茂港区文物保护单位，类型为古建筑，公布时间为2004年2月20日。
横山灵王庙的历史年代为明代。